# Тырышкин, Александр Викторович
Александр Викторович Тырышкин (род. 6 июня 1977) — футболист, тренер.

## Биография
В 1994 году провёл три матча за команду российской третьей лиги «Дружба» Будённовск. В 1998—2000 годах сыграл 36 матчей в чемпионате Кыргызстана за клубы «Джалал-Абад» / «Динамо»-УВД (1998, 2000), «Энергетик» Кара-Куль (1998—1999).
В 2013 году отец Тырышкина создал в Михайловске Свердловской области футбольный клуб «Жасмин», который стал выступать в чемпионате области. С 2016 года Александр Тырышкин — главный тренер клуба. В сезоне 2022/23 «Жасмин» провёл один матч в Кубке России, но главным тренером был указан Олег Пичугин.
Младший брат Антон — администратор в «Жасмине».